# Śniegi (rejon szarkowszczyński)
Śniegi (biał. Снегі; ros. Снеги) – wieś na Białorusi, w obwodzie witebskim, w rejonie szarkowszczyńskim, w sielsowiecie Jody.

## Historia
W czasach zaborów wieś w gminie Jody, w powiecie dzisieńskim, w guberni wileńskiej Imperium Rosyjskiego
W latach 1921–1945 wieś leżała w Polsce, w województwie wileńskim, w powiecie dziśnieńskim (od 1926 w powiecie brasławskim), w gminie Jody.
Według Powszechnego Spisu Ludności z 1921 roku zamieszkiwało tu 261 osób, 157 było wyznania rzymskokatolickiego, 101 prawosławnego a 3 mojżeszowego. Jednocześnie 258 mieszkańców zadeklarowało białoruską a 3 żydowską przynależność narodową. Było tu 50 budynków mieszkalnych. W 1931 w 53 domach zamieszkiwało 248 osób.
Wierni należeli do parafii rzymskokatolickiej w Borodzieniczach i parafii prawosławnej w Jodach. Miejscowość podlegała pod Sąd Grodzki w Brasławiu i Okręgowy w Wilnie; właściwy urząd pocztowy mieścił się w Jodach.
W wyniku napaści ZSRR na Polskę we wrześniu 1939 miejscowość znalazła się pod okupacją sowiecką. 2 listopada została włączona do Białoruskiej SRR. Od czerwca 1941 roku pod okupacją niemiecką. W 1944 miejscowość została ponownie zajęta przez wojska sowieckie i włączona do Białoruskiej SRR.
Od 1991 w składzie niepodległej Białorusi.